# Куньч Зоряна Йосипівна
Зоря́на Йо́сипівна Куньч (нар. 14 липня 1967) — український мовознавець, педагог, кандидат філологічних наук, директор Інституту гуманітарних та соціальних наук Національного університету «Львівська політехніка».

## Біографічні відомості
1988 року закінчила класичну філологію у Львівському національному університеті ім. І. Франка. 
З 1989 року працює на кафедрі української мови Львівської політехніки.
2002 року здобула диплом доцента кафедри української мови. 
З 2005 року до 2018 року працює в дирекції Інституту гуманітарних і соціальних наук Національного університету «Львівська політехніка» заступником директора, деканом базової вищої освіти, головою науково-методичної ради інституту.
З 2018 року виконує обов'язки звідувачки кафедри української мови Національного університету «Львівська політехніка».
З 2025 року - директор Інституту гуманітарних та соціальних наук Національного університету «Львівська політехніка».

## Наукова робота
1997 року захистила кандидатську дисертацію «Становлення і розвиток української риторичної термінології», цього ж року видала «Риторичний словник», в якому подано тлумачення близько 2100  риторичних термінів, засвідчених в науковій і навчальній літературі різних періодів історії української риторики, наведено ілюстративний матеріал, до термінів іншомовного походження подано етимологічні довідки. 
2005 року видала «Універсальний словник української мови», який є першою в українській лексикографії спробою вмістити в одній книзі якнайширше уявлення про слово: про його граматичні особливості, написання, наголос, змінюваність, лексичне значення, сполучуваність, керування, для іншомовних слів – також етимологію. У ньому проаналізовано активну, найуживанішу лексику сучасної української мови, значною мірою відображено термінологію сучасної науки і техніки. Побудований за алфавітно-гніздовим принципом, він містить близько 40  тисяч статей, в яких описано понад 100 тисяч українських слів. У словникові наведено й розтлумачено також найбільш уживані стійкі словосполучення і фразеологізми.
2006 року опублікувала монографію «Українська риторичні термінологія: історія і сучасність», в якій вперше досліджено історію розвитку системи української риторичної термінології у зв'язку з розвитком теорії ораторського мистецтва в Україні, проаналізовано джерела і шляхи формування і поповнення риторичної термінології та виявлено причини різного ступеня інтенсивності розвитку цієї терміносистеми в різні історичні періоди.
2010 року у співавторстві з А. Я. Середницькою видала навчальний посібник «Українська мова за професійним спрямуванням», в якому вміщено теоретичний матеріал, який охоплює основні питання курсу. До кожної теми подано практичні завдання, що допоможуть закріпити на практиці здобуті знання. Цьому сприятиме і словничок правильного слововживання, призначений для самоперевірки у процесі виконання завдань. Посібник рекомендовано МОН України, він зажив ще двох перевидань.
2011 року було видано навчальний посібник «Українська риторика: історія становлення і розвитку», який було номіновано журі конкурсу «Книжка року» до вузького списку. У посібникові містяться систематизовані й логічно упорядковані матеріали з історії української риторики. Читач знайде тут для себе інформацію про найцікавіші українські підручники та посібники з основ ораторського мистецтва всіх періодів, а також про діяльність найвидатніших українських промовців та проповідників. Подано також взірці найкращих українських промов різних періодів.
2016 року видала у співавторстві з Г. П. Городиловською та І. Д. Шмілик підручник «Риторика», який адресовано студентам, викладачам, керівникам різного рівня, політикам, громадським діячам – усім, хто прагне словом завойовувати прихильність людей. У підручникові подано систематизовані матеріали і термінологічні словнички з усіх основних розділів риторики, а також запропоновано низку завдань для поглиблення знань і закріплення навичок.
Зоряна Йосипівна рецензує кандидатські і докторські дисертації, монографії, статті, магістерські роботи, автореферати, монографії, методичні розробки, навчальні посібники і підручники.

### Наукові публікації
У науковому доробку Куньч З.Й. понад 200 наукових праць . Також З. Й. Куньч є співавтором понад 50 навчальних видань : термінологічних словників (з конфліктології, теорії міжнародних відносин, соціальної політики), посібників, збірників тестових завдань та навчально-методичних матеріалів. 
Зоряна Куньч опублікувала численні наукові статті, зокрема й у виданнях, що належать до наукометричних баз Scopus та Web of Sciense; брала участь у наукових конференціях в Україні та за кордоном, форумах, круглих столах, загалом у її науковому доробку близько 130 публікацій у галузі термінознавства, української стилістики та культури мови, соціолінгвістики, українського правопису тощо. 

#### Монографії:
1. Куньч Зоряна. Українська риторична термінологія: історія і сучасність : Монографія. – Львів: Вид-во Нац. ун-ту «Львівська політехніка», 2006. – 216 с.
2. Куньч З.Й. Викладання української мови як іноземної на основі принципу фахоцентризиу. Partnerstvo polsko-ukrainskie: bezpieczenstwo, polityka, spoleczenstwo / pod redakcijạ Terezy Astramowicz-Leyk, Waldemara Tomaszewskiego, Yaryny Turchyn, Kamila Sigidusa. Olsztyn-Lwów: Zakład Poligraficzny UWM w Olsztynie, 2017. S. 267–275.
3. Куньч З. Й. Засвоєння термінології як передумова успішного вивчення риторики студентом-іноземцем. Транскордонне співробітництво та спільний європейський простір: теорія, практика і нові можливості = Współpraca transgraniczna a wspólna przestrzeń europejska: teoria, praktyka i nowe możliwości: колективна монографія. Львів, Ольштин, 2018. С.129–137.
4. Куньч Зоряна, Наконечна Галина, Микитюк Оксана, Булик-Верхола Софія, Теглівець Юлія. Теорія терміна: конкретизація лексико-семантичних парадигм: монографія. Львів: Галицька видавнича спілка, 180 с.
5. Куньч З. Й. «Пісня про виселення» як об’єкт історичних та філологічних студій. Державна політика щодо захисту прав національних меншин: досвід країн Вишеградської групи: Колективна монографія. Львів: Видавництво «Сорока», 2019. С. 177–183.
6. Куньч З. Й., Фаріон І. Д., Василишин І. П., Литвин О. Г., Ментинська І. Б. Український науковий термін: діахронний контекст. Львів: Галицька видавнича спілка, 2019. 226 с.
7. Куньч З. Й., Фаріон І. Д., Микитюк О. Р., Городиловська Г. П., Харчук Л. В. Українська реальність крізь призму терміна: монографія. Львів: Вид-во Львівської політехніки, 2019. 232 с.
8. Фаріон І. Д., Куньч З. Й., Василишин І. П., Микитюк О. Р., Ментинська І. Б. Термінологічна актуалізація української мовної дійсности: монографія. Львів: Галицька Видавнича Спілка, 2020. 232 с.
9. Куньч З. Й., Наконечна Г.В., Ментинська І. Б. Позиційне чергування у/в як елемент милозвучности: норма і практика: монографія / за ред. З. Й. Куньч. Львів: Вид-во Львівської політехніки, 2021. 216 с.
10. Куньч З. Й., Харчук Л. В. Сучасна мовна політика України та країн Балтії: зіставний аналіз. Східна політика Європейського Союзу: здобутки, виклики та перспективи: Монографія [за наук. ред. Я. Турчин, Т. Астрамович-Лейк, О. Горбача]. Львів-Olsztyn: «РОМУС-ПОЛІГРАФ», 2021. С. 211–219.

#### Навчальні посібники
1. Риторика: підручник / Зоряна Куньч, Галина Городиловська, Ірина Шмілик. 2-ге вид. допов. і випр. Львів: Видавництво Львівської політехніки, 2018. 496 с.
2. Куньч З. Й. Українська риторика: історія становлення і розвитку: навч. посіб. / Зоряна Куньч. – Львів: Видавництво Львівської політехніки, 2011. – 248 с.
3. Збірник тестових завдань з української мови (за новою програмою): навчальний посібник / за ред. З. Й. Куньч, І. П. Василишина. Львів: Видавництво Львівської політехніки, 2020. 584 c. (Рекомендувала Науково-методична рада – протокол № 49 від 24.06.2020 р.)
4. Збірник тестових завдань з української літератури (за новою програмою): посібник для підготовки до зовнішнього незалежного оцінювання випускників середніх шкіл і вступників до Національного університету «Львівська політехніка» / за ред. З. Й. Куньч, І. П. Василишина. 2-ге вид., випр. і доп. Львів: Видавництво Львівської політехніки, 2021. 276 c. (Рекомендувала Науково-методична рада. Протокол № 44/2019 від 05 вересня 2019 року)
5. Збірник тестових завдань з української мови (за новою програмою): навчальний посібник / за ред. З. Й. Куньч, І. П. Василишина. Львів: Видавництво Львівської політехніки, 2021. 584 c. (Рекомендувала Науково-методична рада – протокол № 49 від 24.06.2020 р.)
6. Українська мова за професійним спрямуванням: навч. посіб. / А.Я. Середницька, З.Й. Куньч; [за ред. канд. філол. наук Г.Л.Вознюка]. – К.: Знання, 2010. – 211 с. (Рекоменд. Міністерством освіти і науки України (лист № 1/11-2400 від 25 березня 2010 р.))

### Основні фундаментальні праці
1. Риторичний словник / Зоряна Куньч. – К.: Рідна мова, 1997. – 345 с.
2. Становлення і розвиток української риторичної термінології / Зоряна Куньч // Автореф. дис. … канд. філол. наук. – К., 1997. – 16 с.
3. Універсальний словник української мови / Зоряна Куньч. – Тернопіль: Вид-во навчальної книги “Богдан”, 2005. – 847 с.
4. Універсальний словник української мови / Зоряна Куньч. – Тернопіль: Вид-во навчальної книги “Богдан”, 2007. – 847 с.
5. Конфліктологія. Словник: поняття, категорії, терміни / за ред. М.П.Гетьманчука, П.П.Ткачука / Зоряна Куньч, Бучин М.А., Во¬ли¬нець О.О. та ін.. – Львів: ЛІСВ, 2007. – 205 с. (рекоменд. Міністерст¬вом освіти й науки України. Лист №263/2/3498 від 14.11.2006).
6. Теофан Прокопович. Риторика (уривки) / Переклад українською мовою З.Й.Куньч / Теофан Прокопович. Філософські праці. Вибране / Упорядкування д. філос. н. В. Литвинова. – Київ: Дніпро, 2012. – 615 с. – С. 163 – 190.
7. Гасла Євромайдану з погляду соціолінгвістики / Зоряна Куньч та ін. // Aktywizacja społeczeństwa obywatelskiego. Wydarzenia na Kijowskim euromajdanie. Активізація громадянського суспільства в Україні. Події на Євромайдані в Києві / Redakcja Andrzej Wojtaszak – Szczecin: volumina. Pl Daniel Krzanowski, 2014. – 211 с. – С. 125-136.
8. Ділові папери та методичні рекомендації щодо їх оформлення. Посібник для курсантів Військового інституту при Національному університеті “Львівська політехніка” / Геннадій Вознюк, Ігор Василишин, Зоряна Куньч та ін. – Львів, 2001.– 50 с.
9. Ділова українська мова: Посібник для студентів Інституту дистанційного навчання / Зоряна Куньч, Анна Середницька. – Львів: Вид-во НУЛП, 2007. – 140 с.
10. Соціальна політика. Словник: поняття, категорії, терміни /Зоряна Куньч, Ярина Турчин та ін. – Львів: Дослідно-видавничий центр Наукового товариства ім. Т.Шевченка, 2008. – 274 с.
11. Конфліктологія. Словник: поняття, категорії, терміни. – За ред. М.П.Гетьманчука, П.П.Ткачука / Зоряна Куньч, Ярина Турчин та ін. – Львів: ЛІСВ, 2007. – 205 с. (рекоменд. Міністерством освіти й науки України. Лист №263/2/3498 від 14.11.2006).
12. Соціальна політика. Словник: поняття, категорії, терміни /Зоряна Куньч, Ярина Турчин та ін. – 2-е видання, доповнене. – Львів, 2008. – 314 с.
13. Пустовіт Л.О. Словник української поезії другої половини XX століття: семантико-функціональний аспект: Монографія / Літературний редактор Зоряна Куньч. – Київ: УНВЦ «Рідна мова», 2009. – 243 с.
14. Українська риторика: історія становлення і розвитку: навч. посіб. / Зоряна Куньч. – Львів: Видавництво Львівської політехніки, 2011. – 248 с.
15. Теорія міжнародних відносин. Термінологічний словник / Гетьманчук М.П., Івахів О.С., Кукарцев О.В., Куньч З.Й., Ку¬чма Л.О., Пасічний Р.Я., Тишкун Ю.Я., Турчин Я.Б.; За заг. ред. Гетьманчука М.П.; пе¬редм. – Кучма Л.О.; покажчик терм. – Тишкун Ю.Я. – Львів: Тріада плюс, 2011. – 318 с.
16. Українська мова за професійним спрямуванням: навч. посіб. / А.Я. Середницька, З.Й. Куньч; [за ред. канд. філол. наук Г.Л.Вознюка]. – К.: Знання, 2011. – 211 с. (Рекоменд. Міністерством освіти і науки України (лист № 1/11-2400 від 25 березня 2010 р.)).
17. Українська мова за професійним спрямуванням: навч. посіб. / А.Я. Середницька, З.Й. Куньч; [за ред. канд. філол. наук Г.Л.Вознюка]. – 3-тє вид., випр. і доповн. – К.: Знання, 2012. – 215 с. (Рекоменд. Міністерством освіти і науки України (лист № 1/11-2400 від 25 березня 2010 р.))
18. Основи теорії міжнародних відносин. Словник : навч. посіб. / уклад.: М. П. Гетьманчук, Л. О. Дорош, М. В. Здоровега, О. Я. Івасечко, У. В. Ільницька, О. В. Кукарцев, З. Й. Куньч, Ю. Р. Лемко, Г. І. Луцишин, Ю. Я. Тишкун, Я. Б. Турчин. – Львів: Видавництво Львівської політехніки, 2015. – 340 с.
19. Загородній А. Г., Куньч З. Й., Партин Г. О. Облік, аналіз, аудит: словник афоризмів і цитат. Львів: Видавництво Львівської політехніки, 2020. 184 c.

## Громадська діяльність
Голова організаційного комітету Всеукраїнської студентської науково-практичної конференції «Українська мова в просторі й часі» (17-19 квітня 2019 р., Львів).
Член організаційного комітету XV Міжнародної наукової конференції «Проблеми української термінології СловоСвіт 2018» (4-6 жовтня 2018 р., Львів)